# Budismo en Venezuela
El budismo en Venezuela es practicado por 52.000 personas aproximadamente (el 0,2% de la población) según cifras de 2015. La comunidad budista está formada principalmente por chinos, japoneses y coreanos.
La mayoría se identifica con la tradición Mahayana, que refleja la herencia religiosa de sus países de emigración.
Desde mediados de la década de 1990, Keun-Tshen Goba (né Ezequiel Hernández Urdaneta), junto con Jigme Rinzen, fundaron un centro de meditación utilizando el método de apredizaje de Shambhala. Existen centros budistas en Caracas, Maracay, Mérida, Puerto Ordaz, San Felipe y Valencia.